# Sorsele socken
Sorsele socken ligger i Lappland och motsvarar området som sedan 1971 utgör Sorsele kommun, från 2016 inom Sorsele och Gargnäs distrikt.
Socknens areal är 8 006,10 kvadratkilometer, varav 7 500,10 land. År 2000 fanns här 3 046 invånare.  Småorten Blattnicksele samt tätorten och kyrkbyn Sorsele med sockenkyrkan Sorsele kyrka ligger i socknen. 

## Administrativ historik
Sorsele socken bildades 1673 ur Lycksele socken under namnet Illesnöhle socken som namnändrades till det nuvarande 1701.
När 1862 års kommunreform genomfördes i Lappland 1874/1875 övergick socknens ansvar för de kyrkliga frågorna till Sorsele församling och för de borgerliga frågorna bildades Sorsele landskommun. Ur församlingen utbröts 1962 Gargnäs församling, som 2006 återgick i denna församling. Landskommunen ombildades 1971 till Sorsele kommun.
1 januari 2016 inrättades distrikten Sorsele och Gargnäs, med samma omfattning som motsvarande församlingar hade 1999/2000 och fick 1962, och vari detta sockenområde ingår.
Socknen har tillhört fögderier, tingslag och domsagor enligt vad som beskrivs i artikeln Lappland.

## Geografi
Sorsele socken ligger kring Vindelälven, Juktån och Storvindeln. Socknen är en starkt kuperad skogsbygd och i väster högfjälls bygd med höjder som i Ammarfjället når 1 609 meter över havet.

## Fornlämningar
Cirka 235 boplatser från stenåldern är funna och omkring 475 fångstgropar har påträffats.

## Namnet
Namnet kommer från kyrkbyn med efterleden sel, 'lugnvatten'. Förleden är en försvenskning av samiskans Sourssså som i sin tur kan komma från ett äldre svenskt Sörsele.

## Befolkningsutveckling
| Befolkningsutvecklingen i Sorsele socken 1820–1990                                                       | Befolkningsutvecklingen i Sorsele socken 1820–1990 | Befolkningsutvecklingen i Sorsele socken 1820–1990 | Befolkningsutvecklingen i Sorsele socken 1820–1990 | Befolkningsutvecklingen i Sorsele socken 1820–1990 |
| --- | -------------------------------------------------- | -------------------------------------------------- | -------------------------------------------------- | -------------------------------------------------- |
| |                                                    |                                                    |                                                    |                                                    |
| År |                                                    |                                                    | Folkmängd                                          |                                                    |
| 1820 | 1820                                               |                                                    | 533                                                |                                                    |
| 1830 | 1830                                               |                                                    | 775                                                |                                                    |
| 1840 | 1840                                               |                                                    | 974                                                |                                                    |
| 1850 | 1850                                               |                                                    | 1 218                                              |                                                    |
| 1860 | 1860                                               |                                                    | 1 417                                              |                                                    |
| 1870 | 1870                                               |                                                    | 1 590                                              |                                                    |
| 1880 | 1880                                               |                                                    | 1 949                                              |                                                    |
| 1890 | 1890                                               |                                                    | 2 493                                              |                                                    |
| 1900 | 1900                                               |                                                    | 2 933                                              |                                                    |
| 1910 | 1910                                               |                                                    | 3 440                                              |                                                    |
| 1920 | 1920                                               |                                                    | 4 181                                              |                                                    |
| 1930 | 1930                                               |                                                    | 5 265                                              |                                                    |
| 1940 | 1940                                               |                                                    | 5 982                                              |                                                    |
| 1950 | 1950                                               |                                                    | 6 132                                              |                                                    |
| 1960 | 1960                                               |                                                    | 5 717                                              |                                                    |
| 1970 | 1970                                               |                                                    | 4 316                                              |                                                    |
| 1980 | 1980                                               |                                                    | 3 923                                              |                                                    |
| 1990 | 1990                                               |                                                    | 3 547                                              |                                                    |
| Anm: Källor: Umeå universitet - Tabellverket 1749-1859, Demografiska databasen, CEDAR, Umeå universitet. |                                                    |                                                    |                                                    |                                                    |